# 上凤站
上鳳站（：／ Sangbong yeok */?）是首爾地鐵7號線與首都圈電鐵京義·中央線、首都圈電鐵京春線共線區間沿線交會的一座轉乘車站，位於韓國首爾特別市中浪區上鳳洞，7號線副站名為市外巴士客運站。本站有KTX及ITX-青春列車停靠。

## 車站構造
7號線站體為2面2線側式月台的地下車站，京義·中央線與京春線站體則是3面5線混合式月台的高架車站，兩線候車月台皆設有月台幕門，並有出口共8處。

### 7號線月台

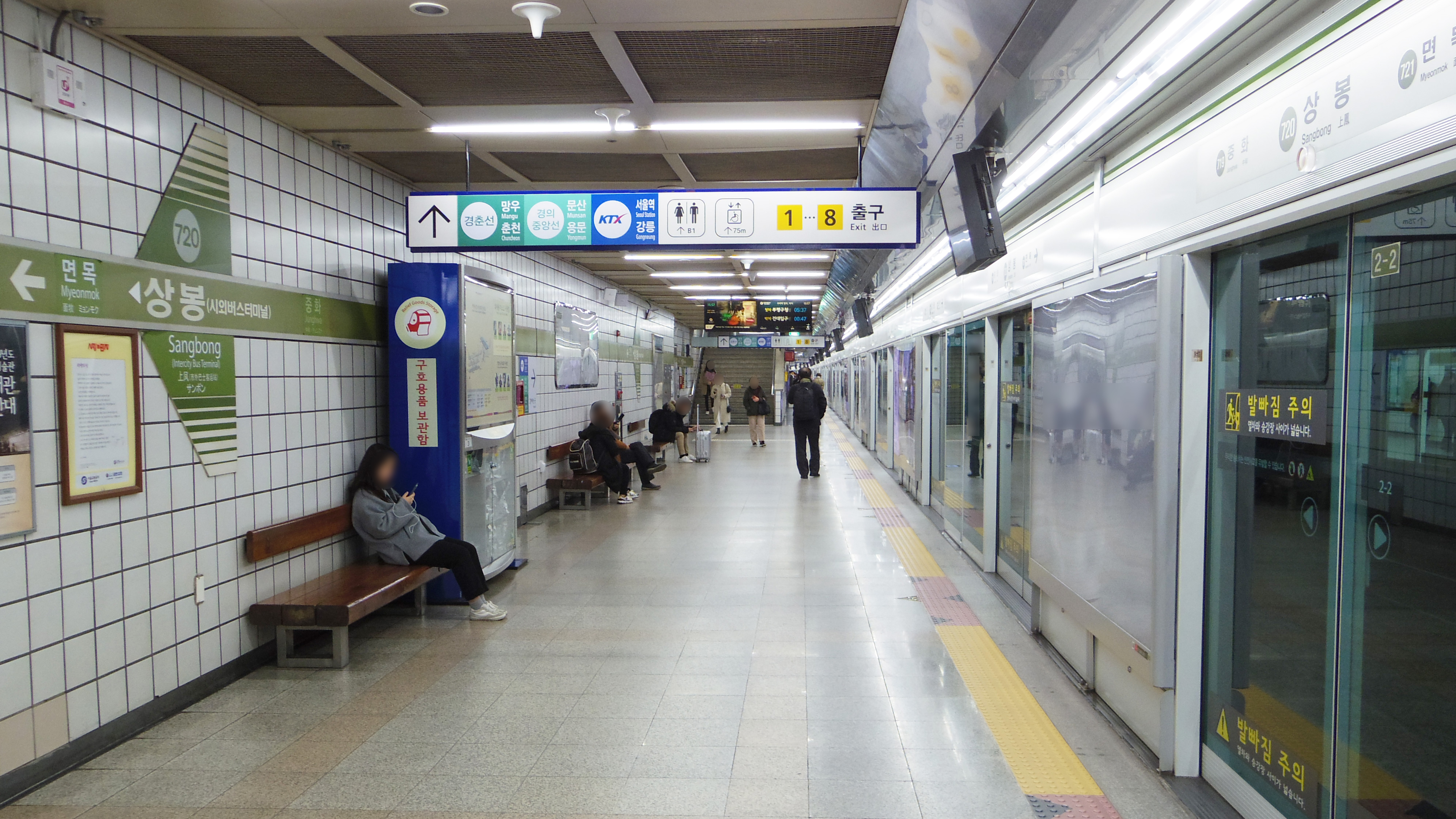
7號線候車月台

| 中和 ↑ |
| \| 上  |
| ↓ 面牧 |

| 月台 | 路線           | 目的地                                     |
| ---- | -------------- | ------------------------------------------ |
| 上行 | ●首爾地鐵7號線 | 泰陵、蘆原、道峰山、長岩方向               |
| 下行 | ●首爾地鐵7號線 | 江南區廳、鐵山、新中洞、富平區廳、石南方向 |

### 京義·中央線／京春線月台

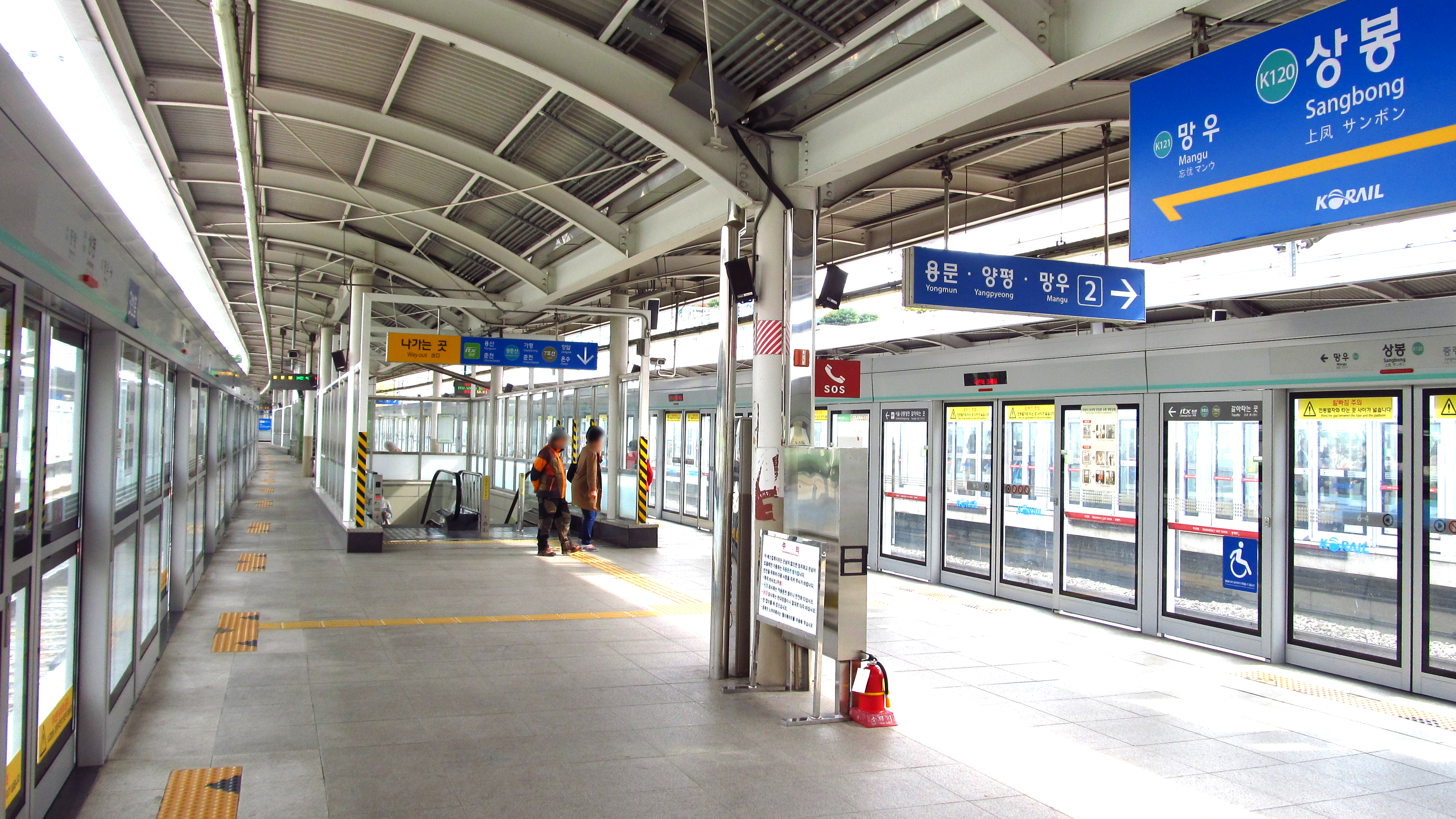
中央線候車月台

| ↑ 中浪（京義·中央線、京春線） ／↑ 光大學（京春線） |
| \| ２３ \| ４５ \|                                 |
| 忘憂（京義·中央線、京春線）↓                       |

| 月台 | 路線                   | 目的地                       |
| ---- | ---------------------- | ---------------------------- |
| 1    | ●首都圈電鐵京義·中央線 | 中浪、清涼里、龍山、文山方向 |
| 2    | ●首都圈電鐵京義·中央線 | 忘憂、楊平、龍門方向         |
| 3    |                        | 通過線                       |
| 4    | ●首都圈電鐵京春線      | 中浪、清涼里、光大學方向     |
| 4    | ITX-青春               | 清涼里、龍山方向             |
| 5    | ●首都圈電鐵京春線      | 退溪院、加平、春川方向       |
| 5    | ITX-青春               | 退溪院、加平、春川方向       |

## 歷史
- 1996年10月11日：落成啟用。
- 2010年12月21日：中央線及京春線站體開通。
- 2012年2月28日：ITX-青春列車開始停靠。
- 2014年12月27日：中央線被編入首都圈電鐵京義·中央線。
- 2017年12月22日：KTX江陵線開始停靠。

## 車站周邊
- 上鳳市外巴士客運站（朝鲜语：시외버스터미널）
- 上鳳洞圓環
- 上峰初等學校
- 首爾面牧初等學校
- 上鳳洞治安中心
- 好市多上鳳店

## 圖片

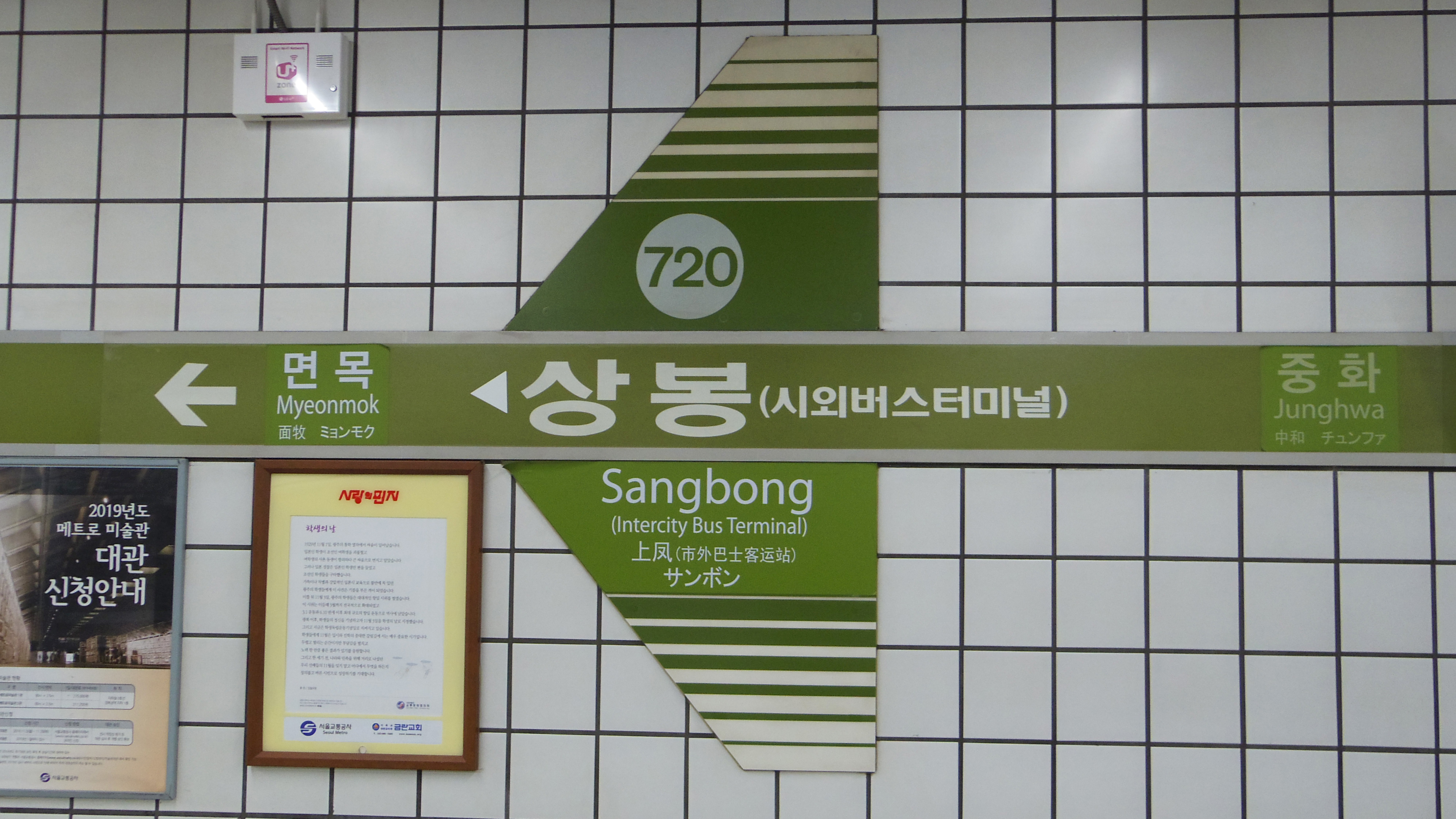
7號線站名牌
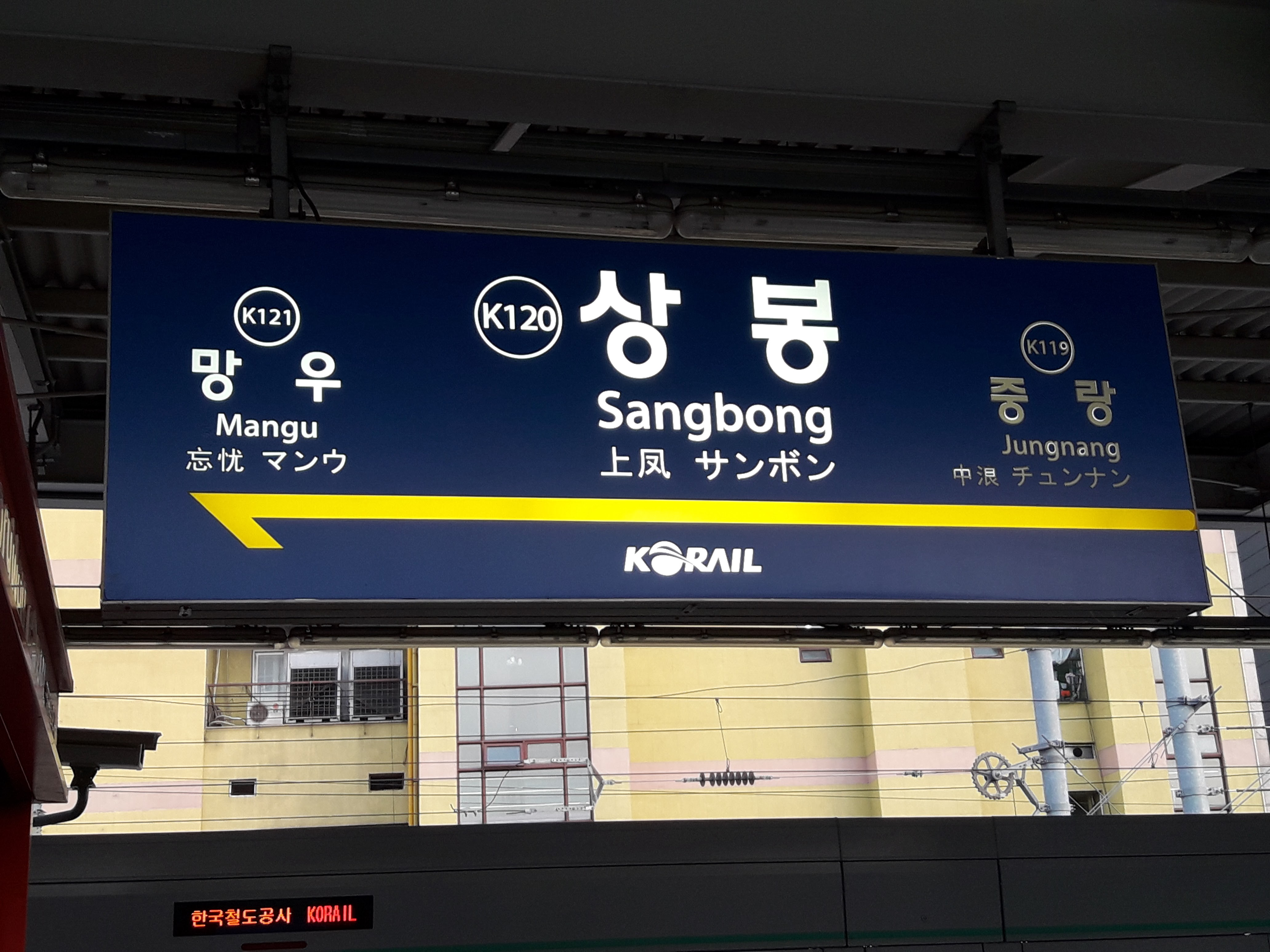
京春線站名牌
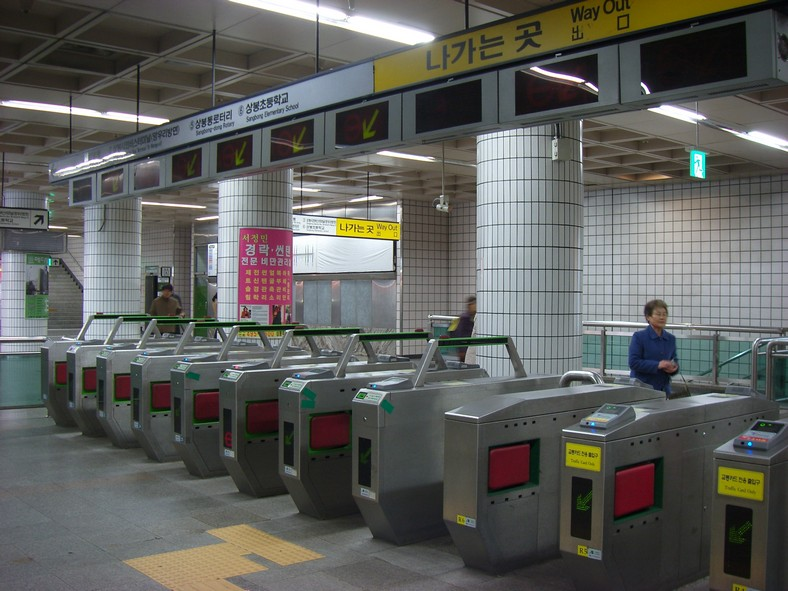
剪票閘口（2007年）
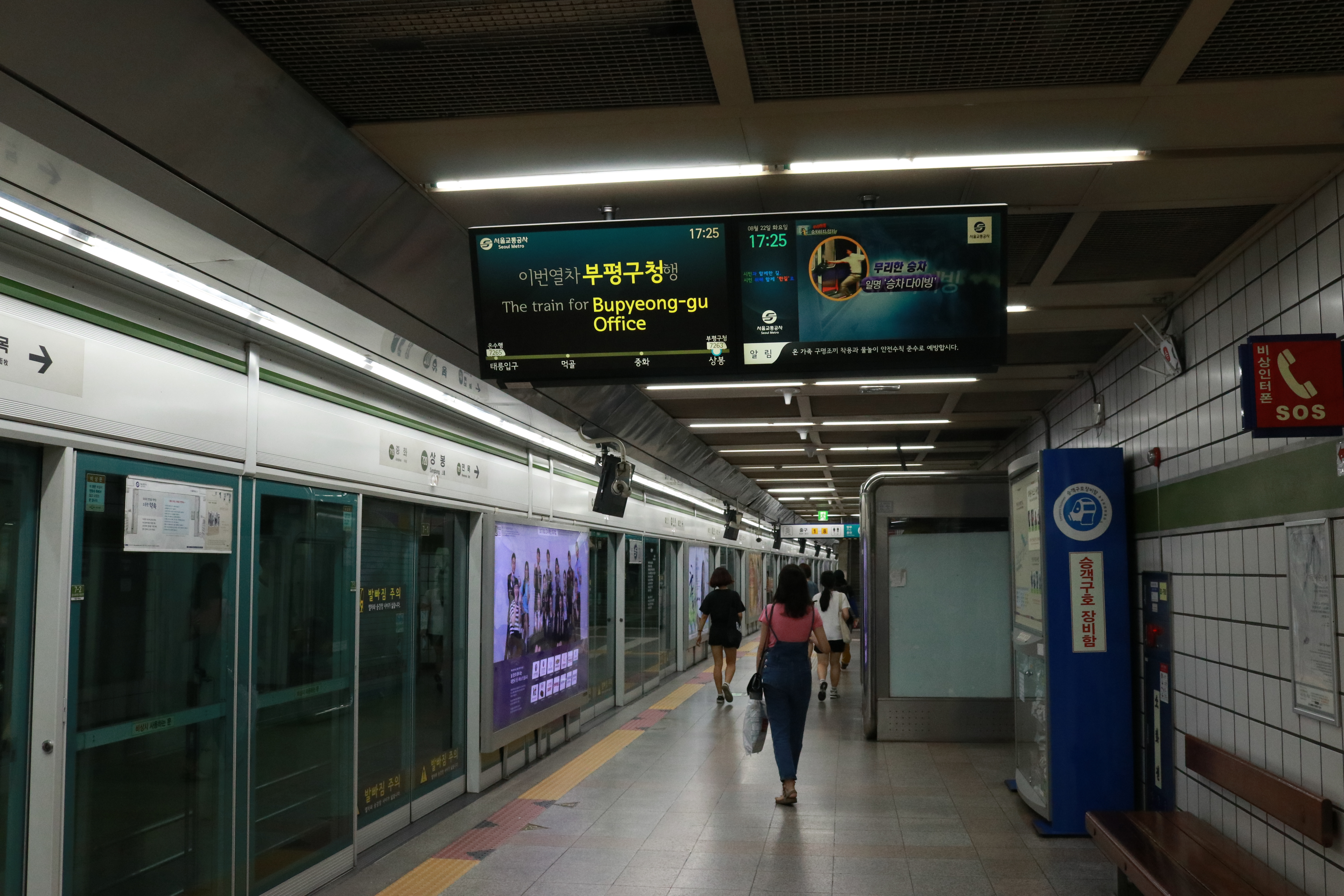
7號線月台
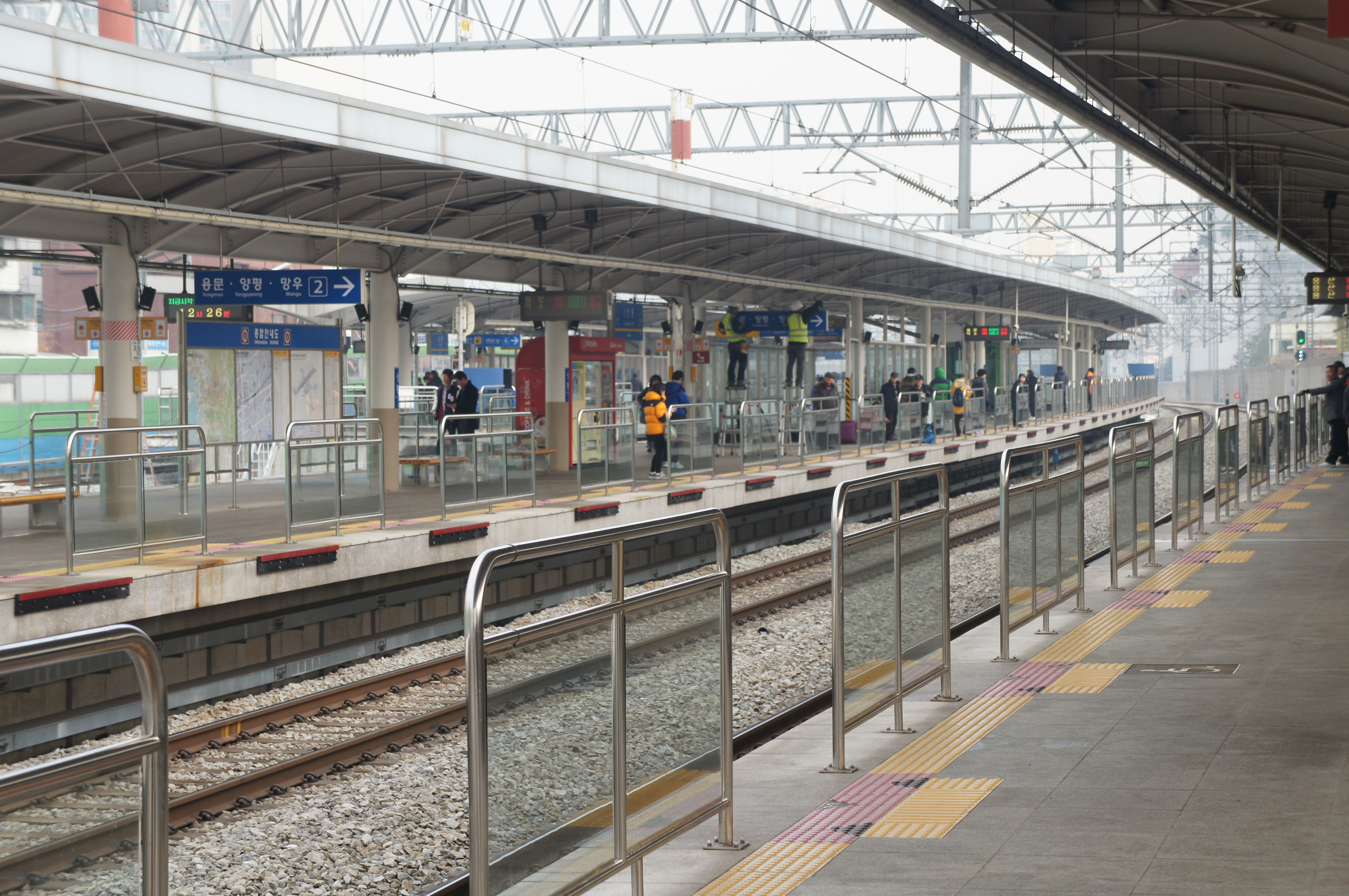
中央線月台（安裝月台門前）
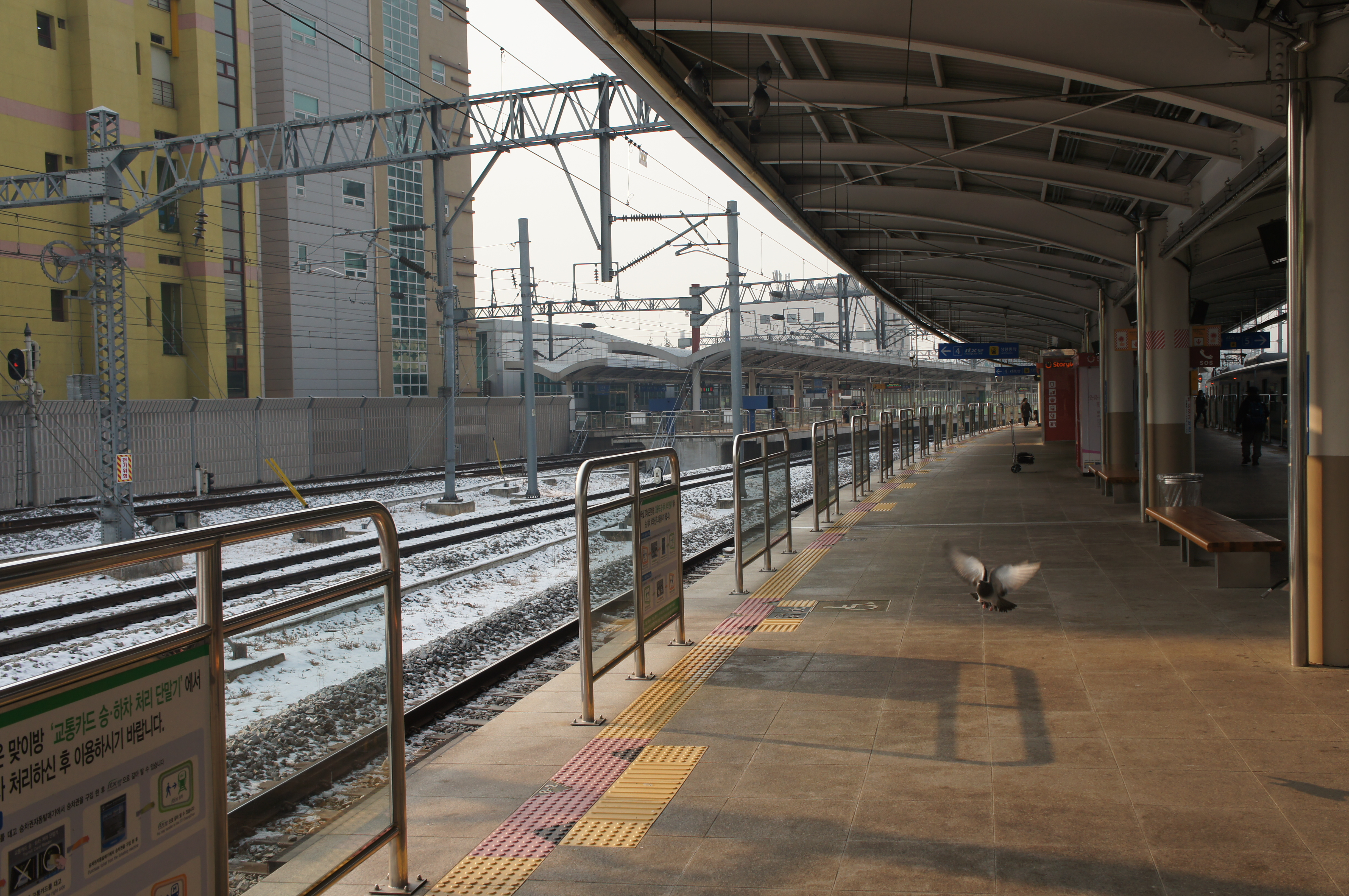
京春線月台（安裝月台門前）
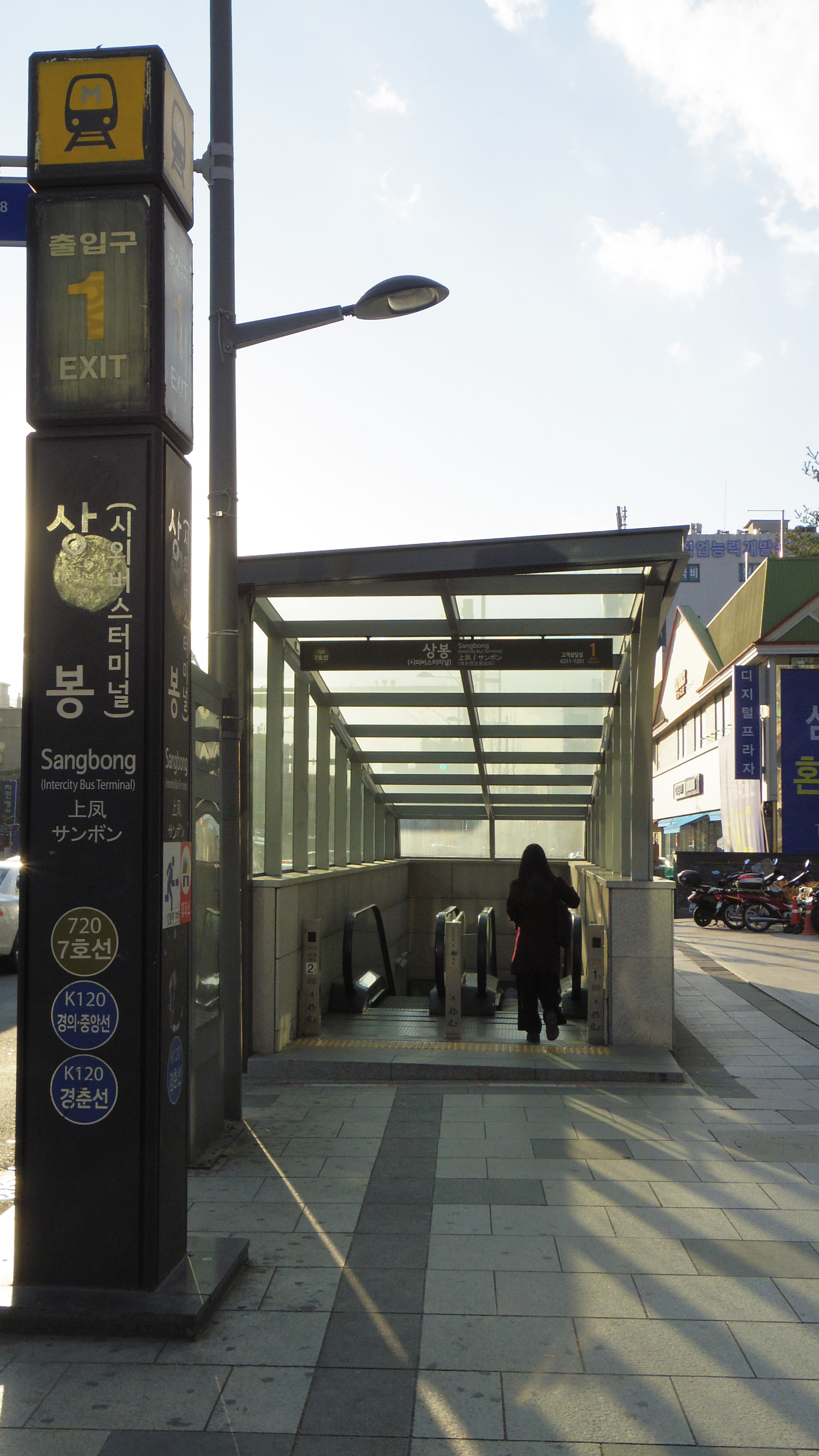
1號出口（7號線側）
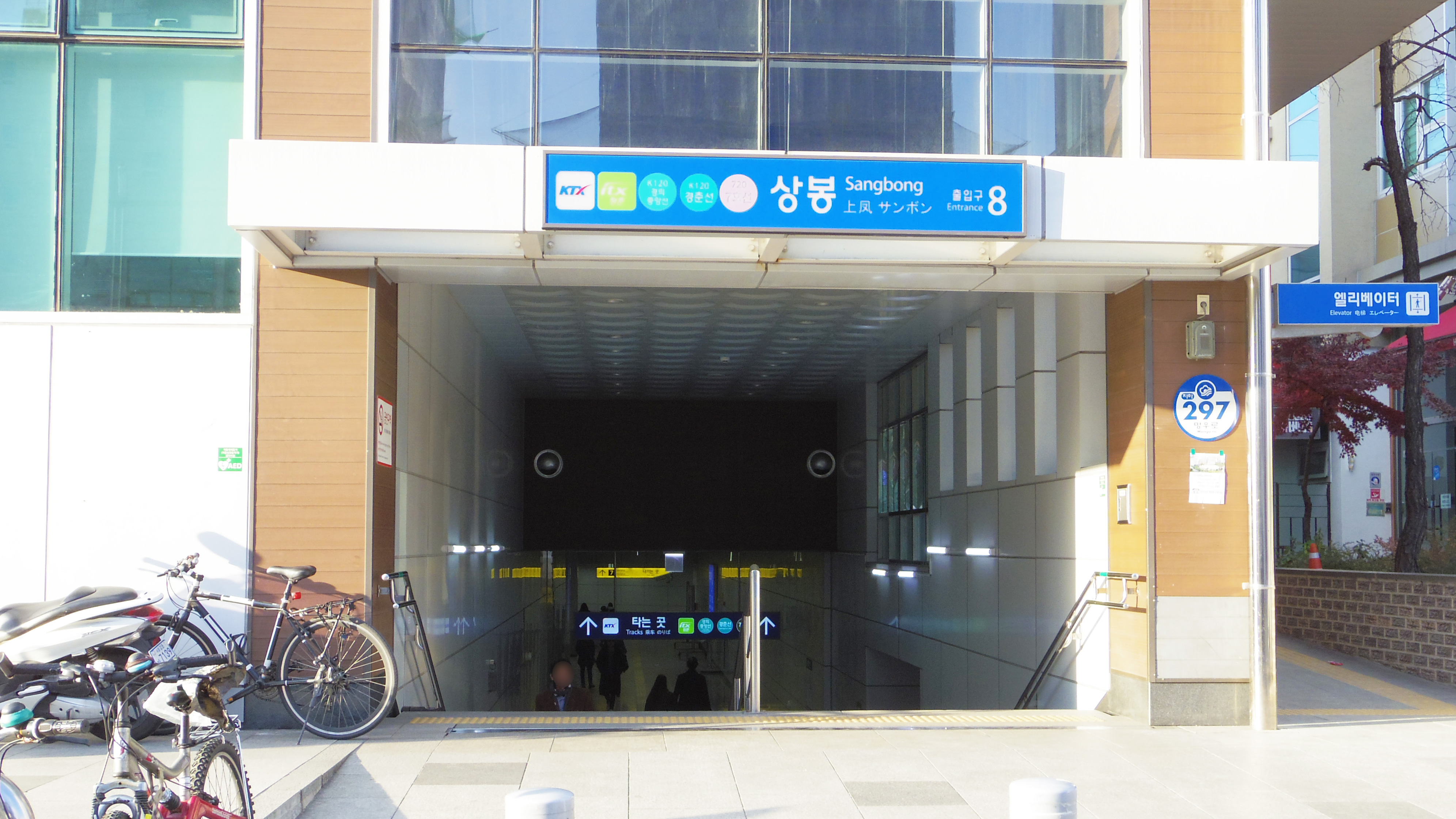
8號出口（韓國鐵道公社）

## 相鄰車站
首爾交通公社
●首爾地鐵7號線
中和（719）－上鳳（720）－面牧（721）
韓國鐵道公社
●首都圈電鐵京義·中央線
中央線急行
回基（K118）－上鳳（K120）－九里（K123）
中央線緩行
中浪（K119）－上鳳（K120）－忘憂（K121）
●首都圈電鐵京春線
急行
回基（K118）－上鳳（K120）－葛梅（P123）
忘憂緩行
光大學（119）－上鳳（K120）－忘憂（K121）
緩行
中浪（K119）－上鳳（K120）－忘憂（K121）